# Sue Rolph
Susan „Sue“ Rolph (* 15. Mai 1978 in Newcastle) ist eine ehemalige britische Schwimmerin.
Sie war eine der besten britischen Schwimmerinnen der 1990er Jahre und gewann bei den Europameisterschaften 1999 in Istanbul überraschend vor Inge de Bruijn den Titel über 100 m Freistil.